# Бабудовица
Бабудовица (алб. Babudovicë) је насеље у општини Зубин Поток на Косову и Метохији. Атар насеља се налази на територији катастарске општине Чешановиће. Историјски и географски припада Ибарском Колашину. После ослобађања од турске власти место је у саставу Рашког округа, у срезу дежевском, у општини рајетићској и 1912. године има 51 становника.

## Географски положај
Насеље је на јужним обронцима Рогозне. Изнад села се уздижу велики врхови висине преко 1000 м, па је село доста изоловано. Ово село је на присојној страни у долини Бупског Потока, леве перитоке Ибра. Куће су поглавито груписане на једној заравни где поред плодне земље има довољно изворске воде. Друга страна потока је стрма и обрасла шумом. На њој нема зиратног земљишта. Воду пију са извора Плочника и Ланишта, а појило им је Поток. Имена појединих крајева су: Селиште, Лекин Бријег, Равно Брдо, Клековац, Пуавац, Међугора (шума), Клисура (пашњак). На брежуљку у великом гају је старо и ново бабудовичко гробље.

## Порекло становништва по родовима
Данашње становништво Бабудовице су:
- Матковићи (Радосављевићи, Стевановићи и Филиповићи) (10 кућа., Св. Петка), који су исти род са Влашковићима у Лучкој Ријеци. И они кажу да су пореклом Брђани — Бјелопавлићи.

## Демографија
Према проценама из 2009. године које су коришћене за попис на Косову 2011. године, ово насеље је имало 13 становника, већина Срби.
| Година       | 1948 | 1953 | 1961 | 1971 | 1981 | 1991 | 2011 |
| ------------ | ---- | ---- | ---- | ---- | ---- | ---- | ---- |
| Становништво | 66   | 80   | 81   | 51   | 47   | 40   | 13   |

|  |